# Krister Gustavsson
Krister Gustavsson, född 1952 i Bergs församling i Skövde kommun, är en svensk författare och bibliotekarie. 

## Biografi
Gustavsson tog studentexamen vid Västerhöjdgymnasiet i Skövde 1969, filosofie kandidatexamen vid Stockholms universitet 1980 och har en examen från Bibliotekshögskolan i Borås 1983.

### Författarskap
Krister Gustavsson debuterade 1975 med diktsamlingen Nova. Han har gett ut diktsamlingar, romaner, essäer. I samarbete med Magnus Ringgren har han gett ut Willy Granqvist Samlade skrifter I – IV. Hösten 2023 utkom en femte volym med material av Willy Granqvist, redigerad och med förord av Krister Gustavsson.
Gustavsson har medverkat med texter i en rad tidskrifter, recenserat litteratur och skrivit artiklar i dagspress, främst Nya Wermlands-Tidningen och Upsala Nya Tidning.
Gustavssons poesi och prosa kännetecknas av vardagliga erfarenheter och det sinnligt visuella i kombination med litterära, filosofiska och existentiella frågeställningar. Verklighetens landskap står sida vid sida med sin metafysiska motsvarighet. I prosan och romanerna finns ett tydligt engagemang i samtidens frågor.

## Priser och utmärkelser
- 2002 – De Nios mindre pris[9]
- 2010 – Uppsala Landstings kulturstipendium för litteratur[10]
- 2011 – Svenska Akademiens bibliotekariepris[11]
- 2014 – Läsarnas Sverige-medaljör[12]
- 2021 – Nominerad till Sveriges Radios lyrikpris[13]
- 2023 – Doblougska priset[14]
- 2023 – Albert Bonniers Stipendiefond för svenska författare[15]
- 2024 – Elsiepriset 2024[16]